# Mártires de Damasco
Os Mártires de Damasco foram onze católicos martirizados enquanto rezavam dentro de uma paróquia administrada por franciscanos em Damasco pelos drusos durante o conflito civil de 1860 no Monte Líbano e Damasco. Eles consistem nos Irmãos Massabki (em árabe: الأخوة المسابكيين) (Abdel Moati Massabki, Francis Massabki e Raphael Massabki) e Manuel Ruiz Lopez e companheiros (Manuel Ruiz López, Carmelo Bolta Bañuls, Nicanor Ascanio Soria, Nicolás María Alberca Torres, Pedro Nolasco Soler Méndez, Engelbert Kolland, Francisco Pinazo Peñalver e Juan Jacob Fernández). Os Irmãos Massabki eram católicos maronitas sírios de Damasco, filhos de Nehme Massabki. Emmanuel Ruiz e os outros sete mártires eram franciscanos, sete da Espanha e um da Áustria.

## Biografias

### Irmãos Massabki
Francis Massabki era um comerciante de seda, homem casado e pai. Por causa de suas habilidades comerciais, ele era o representante do Patriarca Maronita na Síria e agia em nome dos franciscanos.  Abdel Moati Massabki também era casado e foi martirizado na frente de dois de seus filhos. Raphael Massabki , como ele era solteiro, era conhecido pela ajuda que dava aos frades. Todos os três eram conhecidos por sua devoção à oração. Alegadamente, foi Francisco quem se recusou a negar a fé aos drusos. Por causa de sua boa reputação, aqueles que o martirizaram se ofereceram para poupar sua vida se ele se convertesse ao islamismo; Francisco recusou.

### Franciscanos espanhóis
Manuel Ruiz López era o guardião do convento e foi martirizado aos 56 anos. Quando os drusos que assassinaram esses mártires entraram no convento, o padre Ruiz López correu ao tabernáculo para consumir a eucaristia. Carmelo Bolta Bañuls era o pároco e foi martirizado aos 57 anos. Nicanor Ascanio Soria foi ordenado padre diocesano, mas voltou aos franciscanos dois anos antes de seu martírio, aos 46 anos. Sua espiritualidade sempre foi orientada para o martírio. Nicolás María Alberca Torres foi transferido do Hospital Nazareno dos Irmãos de Jesus em 1856 e foi ordenado dois anos antes de seu martírio, aos 30 anos. Pedro Nolasco Soler Méndez foi martirizado aos 33 anos, tendo sido ordenado três anos antes. Francisco Pinazo Peñalver era o sacristão da paróquia e serviu como irmão leigo durante a maior parte de sua vida. Foi martirizado aos 58 anos.
Juan Jacob Fernández era o cozinheiro do convento e ingressou na Ordem Franciscana com Francisco em 1831. Foi martirizado aos 52 anos. Fernández foi atirado do telhado da igreja. Ainda vivo, orou fervorosamente a Deus para que aceitasse seu sacrifício, até ser morto a facadas.

### Franciscano austríaco
Engelbert Kolland era o vigário paroquial e foi martirizado aos 33 anos. Ele era conhecido por ser amado pelo povo.

## Beatificação
O Papa Pio XI proclamou a beatificação dos mártires em 1926, durante uma cerimônia ocorrida em 10 de outubro daquele ano.

## Canonização
Em 18 de dezembro de 2022, o patriarca maronita Béchara Pierre Raï anunciou que os Irmãos Massabki seriam reconhecidos como santos sem necessidade de milagre, porque eram mártires da fé.
Em 1º de julho de 2024, o Papa Francisco presidiu um consistório ordinário de cardeais, que aprovou a canonização de 15 pessoas, incluindo os Mártires de Damasco. Durante um consistório público ordinário no Palácio Apostólico, o cardeal Marcello Semeraro apresentou 'Peroratio', um relatório sobre as vidas e milagres dos Irmãos Massabki, bem como de Ruiz e seus 7 companheiros. Eles foram canonizados pelo mesmo pontífice em 20 de outubro de 2024.